# The Stone Roses: Made of Stone
The Stone Roses: Made of Stone è un documentario britannico del 2013 sulla band Stone Roses.
Diretto da Shane Meadows, vede la partecipazione di Ian Brown, John Squire, Gary Mounfield e Alan Wren, i quattro componenti della band di Manchester, oltre che di Liam Gallagher, ex frontman degli Oasis, e del calciatore Éric Cantona.
Uscito il 5 giugno 2013  nel Regno Unito, segue l'attesa reunion della band, avvenuta nel 2012, a sedici anni dallo scioglimento del gruppo. Al centro della pellicola vi è la band, ripresa nella vita di tutti i giorni e al lavoro nello studio di registrazione in vista del tour della primavera-estate 2012, culminato con tre grandi concerti nella città di origine della band, Manchester, a Heaton Park.
Il film è stato pubblicato in DVD e Blu-ray il 21 ottobre 2013.